# Spaarnwouderstraat
De Spaarnwouderstraat is een straat in centrum van Haarlem. De straat loopt vanaf de Hoogstraat, die in het verlengde van de Melkbrug ligt, naar de Amsterdamse Poort, die ook wel de Spaarnwouderpoort werd genoemd. Deze straat en poort waren vernoemd naar het dorp Spaarnwoude dat ten noordoosten van de stad lag. De straat heette aanvankelijk de Achterstraat en omvatte ook de Antoniestraat. De straat ligt evenwijdig aan het bochtig verloop van het Spaarne.

## Geschiedenis
In de 15de en 16de eeuw waren de bewoners van de straat actief binnen de scheepsbouw en woonden er veelal schippers. In 1632 veranderde de straat in een van de drukste straten van de stad door de komt van de trekvaart naar Amsterdam.  De bewoners van de straat legden zich toe op het doorgaande verkeer dat op weg was naar het stadscentrum of de trekschuit. Zo kwamen er bakkerijen, kruidenierszaakjes, smederijen en wagenmakerijen. Maar voornamelijk werden er kroegen en herbergen gevestigd.
Aan de Spaarnwouderstraat stond ook het woonhuis van Kenau Simonsdochter Hasselaer en haar man Nanning Gebrantszoon Borst, ter hoogte van het huidige pand Spaarnwouderstraat 57. Dit perceel liep door tot aan het Spaarne, de huidige Houtmarkt, waar de timmerwerf lag. Nanning kwam uit een Haarlems scheepsbouwersgeslacht. Nanning overleed ver voor het Beleg van Haarlem, Kenau nam de zaken over. Aan het eind van de straat staat ter hoogte van de Poort een bronzen beeld ter nagedachtenis aan Kenau en de vrouwen van Haarlem. Dit beeld werd in 1973 hier 400 jaar na het beleg geplaatst en is vervaardigd door Nederlands beeldhouwer Theo Mulder.
Aan de straat lag van 1864 tot 1963 de zeepfabriek Het Klaverblad.
In 1876 kocht firma L. van Leer het pand Spaarne 23, nadat het sinds 1869 een ruimte aan de Grote Houtstraat had betrokken. De firma breidde het pand aan het Spaarne uit naar de Achterstraat waar zij een kleurensteendrukkerij bouwde. In 1889 was de firma failliet.
Door de komst van de winkelstraat Amsterdamstraat, gelegen net tegenover de Amsterdamse Poort, in de jaren 80 van de twintigste eeuw gingen veel winkeliers in de Spaarnwouderstraat failliet. Als gevolg hiervan verloederde de straat.
In 2010 werd een voorlopig ontwerp (VO) opgesteld voor de herinrichting van de straat. Dit VO werd destijds niet uitgevoerd van wege een gebrek aan technische noodzaak. In 2021 werd de herinrichting op aandringen van de bewoners van de straat hervat.

## Monumenten
In de straat bevinden zich (anno mei 2021) 28 monumenten waarvan 22 rijksmonumenten en 6 een gemeentelijk monument zijn. Te weten op:
| Rijksmonumenten - Spaarnwouderstraat 10 - Spaarnwouderstraat 19 - Spaarnwouderstraat 36 - Spaarnwouderstraat 37 - Spaarnwouderstraat 38 - Spaarnwouderstraat 43 - Spaarnwouderstraat 45 - Spaarnwouderstraat 52 | - Spaarnwouderstraat 55 - Spaarnwouderstraat 57 - Spaarnwouderstraat 64 - Spaarnwouderstraat 68 - Spaarnwouderstraat 72 - Spaarnwouderstraat 76 - Spaarnwouderstraat 78 | - Spaarnwouderstraat 84 - Spaarnwouderstraat 86 - Spaarnwouderstraat 94 - Spaarnwouderstraat 108 - Spaarnwouderstraat 114 - Spaarnwouderstraat 118 - Spaarnwouderstraat 120 | Gemeentelijk monument - Spaarnwouderstraat 32A - Spaarnwouderstraat 34A - Spaarnwouderstraat 41 - Spaarnwouderstraat 59 - Spaarnwouderstraat 61 - Spaarnwouderstraat 77 Rood |